# 64288 Lamchiuying
64288 Lamchiuying este un asteroid din centura principală de asteroizi.

## Descriere
64288 Lamchiuying este un asteroid din centura principală de asteroizi. A fost descoperit pe 18 octombrie 2001 la Observatorul Desert Eagle de William Kwong Yu Yeung. Asteroidul prezintă o orbită caracterizată de o semiaxă mare de 2,38 ua, o excentricitate de 0,15 și o înclinație de 2,9° în raport cu ecliptica.